# Clara von Beringe
Clara von Beringe (* 29. August 1863 in Staßfurt; † 23. Februar 1947 Berlin-Wilmersdorf) war eine deutsche Malerin.

## Leben
Von Clara von Beringe sind nur wenige Lebensdaten bekannt: Sie besuchte die Damenakademie in München bei Karl Gussow. Sie war in Dresden tätig und war 1904 Gründungsmitglied der Gruppe Dresdner Künstlerinnen, Ortsverband Dresdner Künstlerinnen, des 1908 neu gegründeten Bundes deutscher und österreichischer Künstlerinnenvereine. Sie war Mitglied der Dresdner Kunstgenossenschaft und der Allgemeinen Deutschen Kunstgenossenschaft.
Dressler listet ihren Wohnort 1930 mit Pillnitzerstraße 59 in Dresden-Loschwitz.

## Werk
Clara von Beringe betätigte sich vorwiegend als Porträtmalerin.

## Ausstellungen (Auswahl)
- 1901: Internationale Kunstausstellung Dresden[4]
- 1903: Sächsische Kunstausstellung[5]
- 1904: Kunstsalon Emil Richter
- 1905: Internationale Ausstellung für graphische Kunst, Dresden[6]
- 1906: Kunstsalon Emil Richter
- 1909: Kunstsalon Emil Richter
- 1914: Sächsischer Kunstverein[7]
- 1920: Kunstausstellung Dresden 1920[8]
- 1921: Kunstausstellung Dresden 1921[9]